# San Roque (Sucumbíos)
San Roque ist eine Parroquia rural („ländliches Kirchspiel“) im Kanton Shushufindi der ecuadorianischen Provinz Sucumbíos. Sitz der Verwaltung ist San Vicente. Die Parroquia besitzt eine Fläche von 640,8 km². Beim Zensus im Jahr 2010 wurden 3136 Einwohner gezählt. Für das Jahr 2019 wurde eine Einwohnerzahl von 4021 prognostiziert.

## Lage
Die Parroquia San Roque liegt im Amazonastiefland. Der Río Aguarico fließt entlang der nördlichen Verwaltungsgrenze nach Osten. Im Westen wird das Gebiet vom Río Itaya, im östlichen Süden vom Río Pañayacu begrenzt. Beides sind kleinere Nebenflüsse des weiter südlich fließenden Río Napo. Der Hauptort San Vicente befindet sich 17,5 km südöstlich vom Kantonshauptort Shushufindi.

## Orte und Siedlungen
Im Jahr 2010 waren folgende Siedlungen die größten im Verwaltungsgebiet: San Pablo de Katëtsiaya, Nueva Vida, Tierras Orientales, Juan Montalvo und Catorce de Junio.

## Geschichte
Die Gründung der Parroquia San Roque wurde am 13. September 1991 im Registro Oficial N° 777 bekannt gemacht und damit wirksam.

## Ökologie
In der Parroquia werden großflächig Ölpalmen angebaut. Der äußerste Osten der Parroquia liegt innerhalb des Schutzgebietes Bosque Protector Pañacocha.